# Michael Pepper
Michael Pepper FRS FInstP (10 de agosto de 1942) é um físico britânico. É reconhecido por seu trabalho sobre a nanoestrutura de semicondutores.

## Educação
Sir Michael estudou na escola St Marylebone Grammar, onde ganhou BSc e PhD da Universidade de Reading e um MA e ScD da Universidade de Cambridge.